# 20 kilomètres marche féminin aux Jeux olympiques d'été de 2024
Pour des articles plus généraux, voir Athlétisme aux Jeux olympiques d'été de 2024 et Marche aux Jeux olympiques.
Navigation
Tokyo 2020 Los Angeles 2028
L'épreuve du 20 kilomètres marche féminin aux Jeux olympiques de 2024 se déroule le 1er août 2024 dans les rues de Paris autour des jardins du Trocadéro et de la tour Eiffel.

## Records
Avant cette compétition, les records dans cette discipline étaient les suivants : 
| Record du monde  | Yang Jiayu (CHN)       | 1 h 23 min 49 s | Huangshan | 20 mars 2021 |
| Record olympique | Elena Lashmanova (RUS) | 1 h 25 min 2 s  | Londres   | 11 août 2012 |

## Programme
| Date           | Horaire | Manche |
| -------------- | ------- | ------ |
| Jeudi 1er août | 09 h 50 | Finale |

## Médaillés
| Or               | Argent            | Bronze              |
| Yang Jiayu (CHN) | María Pérez (ESP) | Jemima Montag (AUS) |

## Résultats
| Rang                                | Athlète                 | Pays       | Temps           | Écart  | Notes |
| ----------------------------------- | ----------------------- | ---------- | --------------- | ------ | ----- |
| Médaille d'or, Jeux olympiques      | Yang Jiayu              | Chine      | 1 h 25 min 54 s |        | SB    |
| Médaille d'argent, Jeux olympiques  | María Pérez             | Espagne    | 1 h 26 min 19 s | +0:25  | SB    |
| Médaille de bronze, Jeux olympiques | Jemima Montag           | Australie  | 1 h 26 min 25 s | +0:31  | AR    |
| 4                                   | Sandra Arenas           | Colombie   | 1 h 27 min 3 s  | +1:09  | NR    |
| 5                                   | Alegna González         | Mexique    | 1 h 27 min 14 s | +1:20  |       |
| 6                                   | Glenda Morejón          | Équateur   | 1 h 27 min 37 s | +1:43  |       |
| 7                                   | Laura García-Caro       | Espagne    | 1 h 28 min 12 s | +2:18  |       |
| 8                                   | Evelyn Inga             | Pérou      | 1 h 28 min 16 s | +2:22  |       |
| 9                                   | Paula Milena Torres     | Équateur   | 1 h 28 min 48 s | +2:54  | PB    |
| 10                                  | Cristina Montesinos     | Espagne    | 1 h 29 min 11 s | +3:17  |       |
| 11                                  | Ma Zhenxia              | Chine      | 1 h 29 min 15 s | +3: 21 |       |
| 12                                  | Mary Luz Andía          | Pérou      | 1 h 29 min 24 s | +3:30  |       |
| 13                                  | Érica de Sena           | Brésil     | 1 h 29 min 32 s | +3:38  |       |
| 14                                  | Lyudmyla Olyanovska     | Ukraine    | 1 h 29 min 55 s | +4:01  |       |
| 15                                  | Clémence Beretta        | France     | 1 h 29 min 55 s | +4:01  |       |
| 16                                  | Kimberly García         | Pérou      | 1 h 30 min 10 s | +4:16  |       |
| 17                                  | Mariia Sakharuk         | Ukraine    | 1 h 30 min 12 s | +4:18  |       |
| 18                                  | Viviane Lyra            | Brésil     | 1 h 30 min 31 s | +4:37  |       |
| 19                                  | Magaly Beatriz Bonilla  | Équateur   | 1 h 30 min 33 s | +4:39  |       |
| 20                                  | Olena Sobchuk           | Ukraine    | 1 h 31 min 12 s | +5:18  | SB    |
| 21                                  | Liu Hong                | Chine      | 1 h 31 min 24 s | +5:30  |       |
| 22                                  | Antigóni Drisbióti      | Grèce      | 1 h 31 min 33 s | +5:39  | SB    |
| 23                                  | Eleonora Giorgi         | Italie     | 1 h 31 min 49 s | +5:55  |       |
| 24                                  | Alejandra Ortega        | Mexique    | 1 h 31 min 58 s | +6:04  |       |
| 25                                  | Camille Moutard         | France     | 1 h 31 min 58 s | +6:04  |       |
| 26                                  | Pauline Stey            | France     | 1 h 31 min 59 s | +6:05  |       |
| 27                                  | Eliska Martinkova       | Tchéquie   | 1 h 32 min 30 s | +6:36  |       |
| 28                                  | Saskia Feige            | Allemagne  | 1 h 33 min 23 s | +7:29  | SB    |
| 29                                  | Rachelle de Orbeta      | Porto Rico | 1 h 33 min 33 s | +7:39  |       |
| 30                                  | Katarzyna Zdziebło      | Pologne    | 1 h 33 min 52 s | +7:58  |       |
| 31                                  | Rebecca Henderson       | Australie  | 1 h 34 min 22 s | +8:28  |       |
| 32                                  | Nanako Fujii            | Japon      | 1 h 34 min 26 s | +8:32  |       |
| 33                                  | Rita Recsei             | Hongrie    | 1 h 34 min 39 s | +8:45  |       |
| 34                                  | Maria Katerinka Czakova | Slovaquie  | 1 h 34 min 46 s | +8:52  |       |
| 35                                  | Valentina Trapletti     | Italie     | 1 h 35 min 39 s | +9:45  |       |
| 36                                  | Gabriela de Sousa       | Brésil     | 1 h 35 min 50 s | +9:56  |       |
| 37                                  | Hana Burzalova          | Slovaquie  | 1 h 36 min 12 s | +10:18 |       |
| 38                                  | Vitoria Oliveira        | Portugal   | 1 h 36 min 22 s | +10:28 |       |
| 39                                  | Ilse Guerrero           | Mexique    | 1 h 37 min 10 s | +11:16 |       |
| 40                                  | Meryem Bekmez           | Turquie    | 1 h 38 min 6 s  | +12:12 |       |
| 41                                  | Priyanka                | Inde       | 1 h 39 min 55 s | +14:01 |       |
| 42                                  | Viktória Madarász       | Hongrie    | 1 h 41 min 21 s | +15:27 |       |
| 43                                  | Ana Cabecinha           | Portugal   | 1 h 46 min 30 s | +20:36 | SB    |
| —                                   | Olivia Sandery          | Australie  | DNF             | DNF    | DNF   |
| —                                   | Antonella Palmisano     | Italie     | DNF             | DNF    | DNF   |

## Légende
Records et Performances
- AR : Record continental (area record)
- CR : Record des championnats (championship record)
- MR : Record du meeting (meet record)
- NR : Record national (national record)
- OR : Record olympique (olympic record)
- PR : Record paralympique (paralympic record)
- PB : Record personnel (personal best)
- SB : Meilleure performance personnelle de la saison (season's best)
- WL : Meilleure performance mondiale de l'année (world leader)
- WJR : Record du monde junior (world junior record)
- WR : Record du monde (world record)

Circonstances et Conditions
- DNF : N'a pas terminé (did not finish)
- DNS : N'a pas pris le départ (did not start)
- DQ : Disqualification (disqualification)
- NM : Aucun essai valable enregistré (No Mark)
- Q : Qualifié « directement » au prochain tour (ou à la prochaine compétition), lors d'une compétition majeure, grâce au classement ou à la réalisation des minima (automatic qualifier)
- q : Qualifié au prochain tour (ou à la prochaine compétition), lors d'une compétition majeure, grâce au repêchage ou à la réalisation de l'une des meilleures performances parmi celles des « non qualifiés directement » (grâce au meilleur temps ou à la meilleure distance par exemple) (secondary qualifier)